# Culicoides tohokuensis
Culicoides tohokuensis är en tvåvingeart som beskrevs av Toyohi Okada 1941. Culicoides tohokuensis ingår i släktet Culicoides och familjen svidknott. Inga underarter finns listade i Catalogue of Life.